# Фромм, Фридрих
Фридрих Фромм (Фром; нем. Friedrich Fromm; 8 октября 1888, Шарлоттенбург — 12 марта 1945, Бранденбург-на-Хафеле) — немецкий военный деятель, генерал-полковник. Командующий армией резерва (1939—1944).

## Биография
Родился 8 октября 1888 года в Шарлоттенбурге в семье генерал-лейтенанта Иогана Рихарда Фромма (1851—1914) и его жены Ильзы Клары Фромм. Семья исповедовала протестантизм. Учился в Майнце и Страсбурге. Позже поступил в Берлинский университет им. Гумбольдта. Однако проучился недолго и предпочёл карьеру военного.
30 декабря 1906 года в звании фанен-юнкера поступил на службу во 2-й Тюрингенский полк полевой артиллерии, l
дислоцировавшийся в Наумбурге. В 1913 году у него родилась дочь Хельга, впоследствии ставшая политиком. С 1915 года — участник Первой мировой войны. 18 апреля 1916 года в звании обер-лейтенанта переведён в 30-й дивизион полевой артиллерии. Ранен в одном из боев во время наступления Нивеля, после чего получил звание капитана. Награждён Железным крестом 2-й степени. В конце 1917 года вторично ранен и награждён Железным крестом 1-й степени и Австро-Венгерским крестом «За военные заслуги».
После окончания войны остался в составе созданного в Веймарской республике рейхсвера. В качестве командира роты 3-го артиллерийского полка направлен во Франкфурт-на-Одере. 1 апреля 1922 года получил звание майора, а 1 марта 1931 года — подполковника. 31 мая 1932 года назначен командиром 5-го артиллерийского полка в Ульме. 1 февраля 1933 года получил звание полковника и был назначен начальником управления обороны министерства рейхсвера.

### В период национал-социализма
С 20 февраля 1934 года Фромм служил начальником армейского управления министерства рейхсвера, затем военного министерства, а позже в Верховном командовании сухопутных войск. В этом качестве 1 ноября 1935 года получил звание генерал-майора, а 1 января 1938 года — генерал-лейтенанта.
20 апреля 1939 года получил звание генерала артиллерии. 31 августа 1939 года назначен начальником Управления вооружения сухопутных войск и командующим армией резерва, поначалу сохранив за собой должность начальника Общего управления сухопутных войск. В феврале 1940 года на этой должности его сменил Фридрих Ольбрихт.
13 июля 1940 года награждён Рыцарским крестом Железного креста, а 19 июля 1940 года произведен в генерал-полковники.
В начале 1942 года поддержал планы Гитлера по обороне всей захваченной территории в СССР. Однако едва не был смещён с должности после того, как представил ему доклад об истощении производственных и ресурсных мощностей для вермахта и предложил отложить проведение наступления летом 1942 года.
Уделял серьёзное внимание ядерной программе. В июне 1942 года участвовал в организованной Обществом кайзера Вильгельма конференции, на которой физик-ядерщик Вернер Гейзенберг выступил с лекцией о работе над урановой проблемой. 

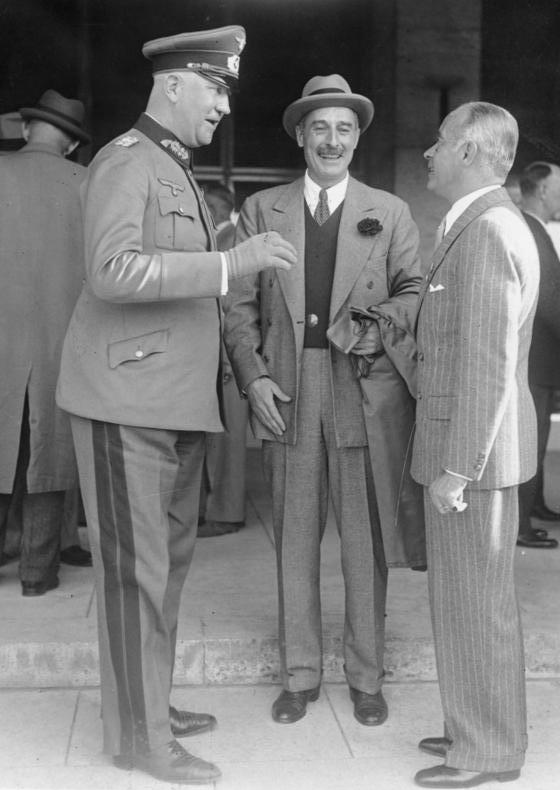
Фридрих Фромм (слева) с послом Великобритании в Германии Невилом Хендерсоном (в центре) и обергруппенфюрером СА Гансом фон Чаммер-унд-Остеном. 14 мая 1938 г.

## Заговор против Гитлера
Невозможно точно сказать, в какой степени Фридрих Фромм был осведомлён о планах заговорщиков. 20 июля 1944 года около 16 часов его заместитель генерал от инфантерии Фридрих Ольбрихт сообщил ему о том, что Гитлер убит и что настало время привести в действие план «Валькирия», предусмотренный на случай внутренних беспорядков. Однако прежде чем отдать столь серьёзный приказ, Фромм решил лично удостовериться в смерти Гитлера и позвонил в ставку фюрера «Вольфсшанце». Узнав от фельдмаршала Кейтеля, что Гитлер пережил покушение, он отказался отдать приказ, на котором настаивал Ольбрихт. 
Около 17 часов Ольбрихт и Штауффенберг сообщили ему, что «Валькирия» была запущена от его имени. После того как Фромм отказался поддержать путчистов, они поместили его под домашний арест. Около 22 часов 50 минут он был освобождён группой сохранивших верность Гитлеру штабных офицеров под руководством подполковников Карла Придуна, Болько фон дер Хайде и Франца Хербера и приказал арестовать заговорщиков. Чтобы устранить свидетелей и спасти свою жизнь, он срочно созвал заседание военного трибунала, который в течение десяти минут приговорил к расстрелу организаторов заговора Штауффенберга, Квирнхайма, Ольбрихта и Хафтена. Людвигу Беку Фромм разрешил застрелиться и после двух неудачных попыток приказал добить его одному из своих подчинённых. 
Однако в конечном итоге эти действия его не спасли. 21 июля 1944 года Фромм был снят с должности командующего резервной армией и арестован по приказу Гитлера. 14 сентября 1944 года суд чести исключил его из вермахта и передал дело в Народную судебную палату. Обвинителям так и не удалось доказать прямое участие Фромма в заговоре против Гитлера. 7 марта 1945 года он был приговорён к смертной казни с формулировкой «За неудовлетворительное исполнение воинского долга и проявленную при этом трусость». 12 марта 1945 года Фридрих Фромм был расстрелян в тюрьме Бранденбург-Гёрден. Последними его словами были «Я умираю, поскольку был отдан такой приказ! Я всегда хотел для Германии только лучшего!»

## Награды
- Железный крест 2 и 1 класса (1914)
- Ганзейский крест Гамбурга
- Крест «За военные заслуги» (Австро-Венгрия) 3 степени
- Нагрудный знак «За ранение» в чёрном (1918)
- Почётный крест Первой мировой войны 1914/1918 с мечами (1934)
- Медаль «За выслугу лет в вермахте» с 4 по 1 степени
- Медаль «В память 13 марта 1938 года»
- Медаль «В память 1 октября 1938 года» с планкой «Пражский замок»
- Медаль «В память 22 марта 1939 года»
- Пряжки к Железным крестам 2 и 1 класса
- Рыцарский крест Железного креста (13.07.1940)

## Фридрих Фромм в популярной культуре
- В советской киноэпопее «Освобождение» роль Фромма сыграл Г. Шельске.
- В немецком фильме «Штауффенберг» роль Фромма сыграл актёр Аксель Мильберг.
- В американском фильме «Операция „Валькирия“» роль Фромма сыграл актёр Том Уилкинсон.